# Port Royale : Argent, Pouvoir et Pirates
Port Royale : Argent, Pouvoir et Pirates est un jeu vidéo développé et édité par Ascaron Entertainment sur PC et sorti en France le 25 octobre 2002.
Le joueur incarne un armateur du XVIIe siècle qui contrôle une flotte pouvant accoster dans 60 villes des Caraïbes pour y acheter ou y vendre des biens et ainsi fructifier sa fortune.
Des suites, intitulées Port Royale 2 et Port Royale 3, sont sorties respectivement en 2004 et en 2012.

## Accueil
- Jeux vidéo Magazine : 13/20[1]
- Jeuxvideo.com : 12/20[2]